# Франц Цеднічек
Франц Цеднічек (нім. Franz Zednicek; 30 березня 1887, Трінт — ?) — австро-угорський, австрійський і німецький офіцер, генерал-майор вермахту (1 квітня 1942).

## Біографія
Син військового будівельного урядового радника Йозефа Цеднічека і його дружини Юліани, уродженої Фішер. З 1900 року відвідував військове училище у Вайсскірхені, з 1904 року — військову академію в Медлінгу. 18 серпня 1907 року вступив в австро-угорську армію, служив в інженерних частинах. Учасник Першої світової війни, після завершення якої продовжив службу в австрійській армії. З 15 квітня 1937 року — командир 7-го інженерного батальйону. Після аншлюсу 15 березня 1938 року автоматично перейшов у вермахт і переведений в штаб 82-го інженерного батальйону. 10 листопада 1982 року переведений в штаб 8-ї фортечної інспекції. З 26 серпня 1939 року — командир 7-го старшого будівельного штабу. 10 листопада 1939 року переведений в штаб керівника інженерних частин 7-ї армії, в 1940 році — в штабу укріплень Верхнього Рейну. З 25 жовтня 1940 року — командир фортечних інженерних частин 2, з 1941 року — командир 21-го старшого будівельного штабу, з 7 лютого 1942 року — знову командир фортечних інженерних частин 2. 1 квітня 1942 року відправлений в резерв фюрера. З 25 березня 1944 по 8 травня 1945 року — вищий керівник інженерних частин для особливих доручень 8.

## Нагороди
- Ювілейний хрест
- Срібна і бронзова медаль «За військові заслуги» (Австро-Угорщина) з мечами
- Хрест «За військові заслуги» (Австро-Угорщина) 3-го класу з військовою відзнакою і мечами — нагороджений двічі.
- Військовий Хрест Карла
- Медаль «За поранення» (Австро-Угорщина) з однією смугою
- Пам'ятна військова медаль (Австрія) з мечами
- Почесний знак «За заслуги перед Австрійською Республікою», золотий знак
- Хрест «За вислугу років» (Австрія) 2-го класу для офіцерів (25 років)
- Пам'ятна військова медаль (Угорщина) з мечами
- Хрест «За військові заслуги» (Австрія) 3-го класу (16 червня 1937)
- Почесний хрест ветерана війни з мечами
- Медаль «За вислугу років у Вермахті» 4-го, 3-го, 2-го і 1-го класу (25 років)
- Нагрудний знак «За поранення» в чорному
- Хрест Воєнних заслуг
  - 2-го класу з мечами
  - 1-го класу з мечами (20 квітня 1942)
- Залізний хрест 2-го класу (12 січня 1942)